# Cisticola haesitatus
Cisticola haesitatus е вид птица от семейство Cisticolidae. Видът е почти застрашен от изчезване.

## Разпространение
Видът е разпространен в Йемен.